# Kuljaš Baiseitova
Kúljáš Žazingizi Báıseitova (kazahstansko: Күләш Жасынқызы Бәйсейітова; rusko: Куляш Жасымовна Байсеитова; rojstno ime - Gulbahram (Гульбахрам); 1912–1957) je bila sovjetsko-kazahstanska operna pevka (lirski koloraturni sopran );, igralka dramskega gledališča, javna osebnost, namestnica vrhovnega sovjeta Kazahstanske republike republike 1-3 go . Vitez reda Lenina (1945). Ena prvih nositeljic naslova " Ljudska umetnica ZSSR " (1936) in eden najmlajših (po Halimi Nasyrovi ) ob podelitvi nagrade.
Kuljaš Baiseitova je postala umetnica Kazahstana z največ medaljami:: nagrajenka dveh Stalinovih nagrad II. reda (1948, 1949).  Naziv ljudske umetnice ZSSR je prejela, ko je bila stara le 24 let. Ko je Stalin ob Desetletnici kazahstanske umetnosti v Moskvi slišal njen neverjetni irično-koloraturni sopran, je Kuljaš imenoval "kazahstanski slavček " ( kazahstansko : Қазақ бұлбұлы). 

## Življenjepis
Kuljaš Baiseitova (dekliški priimek Beisova) se je rodil 2. maja (19 april) 1912 (po drugih virih 12. januarja) , v stepah Sari-Arka, v vasi Žanaortalik na Karkaral-semipalatinskem okrožju. Rodila se je v zelo preprosti družini: mati Zibažan je bila perica, oče Žazin čevljar. Njeno rojstno ime je bilo Gulbakram; Kulja - njen vzdevek iz otroštva - se je postopoma spremenil v ime Kuljaš. Njeni starši so bili tako revni da niso mogli nahraniti obeh otrok. Zato so Gulbakram že pred šolanjem poslali v sirotišnico. 
Ne glede na to, kako težko je bilo staršem, so se odločili, da deklico vzamejo iz sirotišnice in jo dajo v internat. V Alma-Ato je prišla stara dvanajst letih in nekaj časa živela v internatu. 

### Pot do umetnosti
Naravni glasbeni talent Baiseitove se je pojavil že zgodaj. Zapomnila si je in pela narodne pesmi, ki jih je slišala od očeta Zhasyna. Njen oče je bil v mladosti dober pevec in je pel po državi. V svoji avtobiografiji je  Kuljaš zapisala: 
“. . . V šoli sem sodelovala v dramskem krožku. Ko se je Kazdramteater leta 1929 preselil v Alma-Ato, sem se želela pridružiti temu gledališču, toda nekateri tovariši so širili govorice, da je moj oče bogataš in da bi me morali izgnati iz Komsomola. Kljub tem lažnim prijavam sem dosegla svoj cilj in postala članica gledališča, a šele leta 1933 sem začela dobivati vloge in igrati glavne osebe. . . . "
Nekoč so šolo obiskali člani dramskega gledališča Kyzyl-Orda, ki je bilo na gostovanju v Alma-Ati. Iskali so otroke z odličnim sluhom in glasom za sodelovanje v predstavi. Tako je  Kuljaš začela nastopati na odru. 
Leta 1925 je njen oče zapustil dom in družino. 13-letna  Kuljaš se ne more sprijazniti z mislijo, da jo preživljajo in da hodi v šolo, družina doma pa strada. Odloči se, da zapusti internat in se preseli domov; hodila je v šolo in prejemala štipendijo (18 rubljev). Sčasoma je prišla do sklepa, da mora šolo pustiti in skrbeti za družino. Poiskala si je mesto pripravnice  v pisarni in se izučila za referentko .  Hkrati je v letih 1925–1928 študirala na Pedagoški šoli v Almaty na Zavodu za šolstvo (rusko: Института просвещения), aktivno sodelovala v ljubiteljskih glasbenih predstavah in začela dosegati uspehe v gledališču. 
Leta 1930 se je pridružila Kazahstanskemu dramskemu gledališču, ki so ga ustanovili leta 1926 v mestu Kyzyl-Orda leta 1926 in leta 1929 premestili  v Alma-Ato (danes Kazahstansko državno akademsko dramsko gledališče, ki nosi ime M.O, Auezova;). Med študijem odrskih in glasbenih osnov je v gledališču igrala najprej majhne epizodne, kmalu pa tudi glavne vloge. Takrat se je gledališki večer začel s kratkimi predstavami, ki so jim sledili koncerti pevk i pevcev, članov orkestra in plesnega ansambla.  Kuljaš je nastopala tako v predstavah kot na koncertih. 
Leta 1933 je postala članica skupine Glasbenega gledališča (danes Abajsko kazahstansko državno akademsko gledališče opere in baleta ), leta 1934 je postala solistka gledališča in v njem nastopala do konca življenja. 

### Politična dejavnost
Leta 1938 je postala poslanka Vrhovnega sovjeta Kazahstanske SSR. Poti poslanke je sledila do konca življenja. Bila je tudi članica Odbora za državno nagrado leta 1940 in Odbora za ohranjanje miru leta 1951.  Članica KPSU (b) od 1943 in poslanka vrhovnega sovjeta Kazahstanske SSR 1–3 sklica.

### Smrt
Junija 1957 je Baiseitova odšla na koncert v Moskvo. Po koncertu se je pevka potožila, da ima glavobol, in se vrnila v hotel. 6. junija zjutraj jo je služkinja v kopalnici našla mrtvo. Zdravniki so kasneje diagnosticirali možgansko kap . Pokopana je  v Alma-Ati na osrednjem pokopališču. 

## Osebno življenje
Njeno dekliško ime je bilo Beisova. Kuljaš se je poročila s pevcem in igralcem Kanabekom Baiseitovom in leta 1933 prevzela priimek svojega moža. Kanabek Baiseitov je pevec-igralec, režiser, dramatik in eden od ustanoviteljev Kazahstanskega glasbenega gledališča (zdaj Kazahstansko gledališče opere in baleta), ljudski umetnik Kazahstanske SSR (1936), laureat državne nagrade Kazahstana.
Kuljaš Baiseitova je rodila tri hčere: Kuralai Baiseitova (1938—1974), Karligaš Baiseitova (1940 – danes), Karšiga Baiseitova (1942—1947). Kuralai - najstarejša hči je umrla leta 1974 v starosti 38 let. Njena najmlajša hči Karšiga je umrla stara pet let zaradi zastrupitve s hrano v vrtcu. Smrt najmlajše hčerke je bila za pevca tragično obdobje. Njeno zdravstveno stanje se je slabšalo, krvni tlak ji je dalje naraščal. Njena sestra Raihan Beisova je leta 1947 rodila deklico Raušan. S privoljenjem svoje sestre je Kuljaš posvojila Raušan in ji dala  svoj priimek.  Raušan Baiseitova je postala baletna plesalka, ljudska umetnica Kazahstanske SSR.

## Ustvarjalnost
Njeno ljubezen do umetnosti je bilo čutiti že v otroštvu. Tudi pevkin oče Jasin je bil pevec in je veliko časa preživel med petjem in praznovanjem v skupnosti, kar družini ni prinašalo kruha, tako da se je oče usmeril drugam, vendar petja ni pozabil. To je bil navdih za majhno Kuljaš, odprlo ji je oči za to umetnost. 
Med študijem je pokazala zanimanje za gledališče in želela se je izraziti s petjem. A zaradi izključenja in lažne obtožbe je začela izgubljati upanje v svojo bodočnost. Toda v gledališču so jo opazili njeno nadarjenost in njena kariera ni bila ogrožena.
Stara 16 let se je iz Kyzyl-Orde preselila v veliko mesto Almaty,. Vloga igralke v filmu "Moje življenje je moja umetnost" je bila velik korak zanjo. Kuljaš je začela na odru z majhnimi manjšimi vlogami v množičnih prizorih, je v letu ali dveh pa je pokazala svoje sposobnosti in dobila svoje mesto med vrhunskimi igralci gledališča. 
Ko se je kazahstansko gledališče leta 1929 preselilo v Alma-Ato, je želela slediti gledališču, vendar so nekateri tovariši širili govorice, da je bil njen oče bogataš in da bi jo morali izgnati iz Komsomola . Kljub tem lažem ji je uspelo postati članica tega gledališča. 
To gledališče je danes znano kot Kazahstansko državno akademsko dramsko gledališče MO Auezov . Izobražena za igranje in za glasbo je v gledališču zasedala najprej majhne epizodne vloge, kmalu pa postala glavna igralka. K. Baiseitova je kot prva na kazahstanski operni oder pripeljala klasične osebe: Tatjano, Tamaro, Cio-Cio-San. Nastopala je tudi na koncertih in pela kazahstanske in ruske narodne pesmi, dela ruskih, sovjetskih in zahodnoevropskih skladateljev.
Leta 1933 se je K. Baiseitova pridružila skupini glasbenega gledališča (danes Državno akademsko gledališče opere in baleta), kjer je nastopala do konca življenja.Profesionalni vokalisti D. Dianti, Z. Pisarenko in drugi so pomagali glas Kuljaš pripraviti za oder. Zavestno je ohranila sorodnost z ljudskim načinom petja. Njen izjemni talent je omogočil združiti tradicije ruske vokalne šole z značilnostmi narodnega petja.
Uspeh je pevka doživela leta 1933 s prvo produkcijo glasbene komedije "Aiman-Sholpan", kjer je v glavni vlogi zapela na odru Državnega glasbenega studia. Republika se je srečala z novim imenom  - Kuljaš, ljudje pa so ji pred uradnim priznanjem že dali svoj "naziv" - kazahstanski slavček! Kmalu zatem, leta 1934, je pevka dobila svoj prvi častni naslov častne umetnice Kazahstanske republike republike. Uprizoritev prve kazahstanske opere "Koz-Žibek" E. Brusilovskega, komponirane izrecno za Kuljaš Baiseitovo, je bil resnično enkraten dogodek v zgodovini kazahstanske glasbene kulture. 
Program ga uvršča med ljudsko glasbo v priredbi E. Brusilovski. Glasbo prve kazahstanske opere (z več kot 50 ljudskih pesmi in iztočnic) so izbrali njeni prvi izvajalci.  Kuljaš je bil eden izmed njih. Zahvaljujoč prav temu značaju - neprekosljivi Kiz-Žibek - je Kuljaš osvojila Moskvo v dneh Desetletja kazahstanske umetnosti leta 1936. Ljudje so jo poslušali in jokali, Kuljaš pa je priznala, da jo je vsak nastop stal eno leto življenja.
Kuljaš Bayseitova je dobila naziv ljudske umetnice ZSSR in je pri svojih 24 letih prejela Stalinovo nagrado,  potem, ko jo je Stalin ob 1. Desetletju kazahstanske umetnosti v Moskvi slišal njen čudoviti lirično-koloraturni sopran in jo imenoval "kazahstanski slavček".
Ljudski spomini še danes ohranjajo nepozabne podobe Kyz-Zhibek, Khadisha, Akzhunus, Azhar in Sary, ki jih je upodobila Kuljaš. Kazahstanci so se z njeno pomočjo prvič srečali s klasičnimi opernimi junakinjami in jih vzljubili. Kot je dejala pevka sama, je pri ustvarjanju vlog ponosne Kyz-Zhibek, zahrbtne zapeljivke Akzhunus, plemenita Khadisha ali Maro v operi "Daši" ali tragične Čočosan v "Madame Butterflyn" ali ponosne Tatjane v " Evgeniju Onjeginu", vedno je pela o moškem in njegovih občutkih. V operi Eugene Onegin je Kuljaš -Tatiana pismo pisala v postelji, obrnjena proč od orkestra in občinstva. Niti enkrat se ni zmotila in niti enkrat se ni spotaknila. Ko je dirigent Y. Zavadsky prišel na to sceno, je bil večkrat presenečen  ponovil, da te Tatjane še nikoli ni slišal in ne videl! Kuljaš je nadarjena pevka in odlična igralka ", je pravil z občudovanjem.

## Naslovi in nagrade
- Častna umetnica Kazahstanske SSR (1934)

- Narodna umetnica ZSSR (1936)
- Stalinova nagrada druge stopnje (1948) - za koncertne in uprizoritvene dejavnosti
- Stalinova nagrada druge stopnje (1949) - za izvedbo glavne vloge v operi " Birzan in Sara" Mukana Tulebajeva
- Red Rdečega prapora (1936)
- Leninov red (1945)
- Medalja "Za hrabro delo v veliki domovinski vojni 1941–1945"

## Zapuščina
Po njej so imenovali ulice v Almatyju, Taldykorganu, Nur-Sultanu, Balkhašu, Temirtauu in Narodno gledališče opere in baleta v Nur-Sultanu.
Vsako leto v Kazahstanu poteka vokalno tekmovanje po imenu K. Baiseitova, prvič prirejeno 2008.
Za ohranitev dediščine Kuljaš Baiseitove so bili izdali obnovljene in digitalizirane posnetke pevke. Njeno zapuščino hranijo državni muzeji.
V Almatyju je izšla revija, ki je bila v celoti posvečena pevki in njeni družini. 
leta 2004 je režiser Murat Musin v filmskem studiu Kazakhfilm posnel film "Aul Kuljaš", ki opisuje njeno življenje.
Na trgu glasbenega internata za nadarjene otroke K. Baiseitova so 15. septembra 2011, na predvečer 100. stoletnice pevkinega rojstva, v Almatiju odkrili bronasti spomenik Kuljaš Baiseitovi. Odkritje spomenika je potekalo v okviru praznovanja 20. obletnice neodvisnosti Republike Kazahstan.
Ob obletnici umetnice so po vsej republiki potekali slovesni dogodki. 11. aprila 2012 je v templju Državnega arhiva Republike Kazahstan v Nur-Sultanu potekal slovesni dogodek pod imenom "Kuljaš - slavček stoletja". Ta dogodek so organizirali minister za kulturo in informiranje Republike Kazahstan, Nacionalni arhiv Republike Kazahstan, Nacionalno gledališče opere in baleta po imenu K. Baiseitova in Republiški svet žensk iz Astane.